# Put Your Hands Up (If You Feel Love)
A Put Your Hands Up (If You Feel Love) című dal az ausztrál énekes-dalszerző Kylie Minogue 2011. május 29-én megjelent 4. és egyben utolsó kimásolt kislemeze 11. Aphrodite című stúdióalbumáról. A dal megjelenését a Pete Hammond remix előzte meg, melyet hónapokkal korábban tettek közzé a YouTube-on az album és Minogue Aphrodite: Les Folies Tour promóció részeként. A kislemez eredetileg az album turné része lett volna, de először Japánban adták ki 2011. május 29-én digitálisan, amely a "Silence" című dalt is tartalmazta.
2011. június 3-án az eredetileg kiadott, és egy remixeket is tartalmazó kiadvány jelent meg Európában. Ugyanezek digitális formátumai Ausztráliában is megjelentek, valamint egy exkluzív, limitált kiadású CD, mely a "Cupid Boy" című albumdal két változatát tartalmazza. A CD-n található dalokat digitálisan is kiadták. Így összesen három különböző digitális kiadvány jelent meg Minogue szülőföldjén. A legtöbb kiadáshoz használt grafikán Minogue képe látható, amint Dolce & Gabbana ruhában pózol. A ruhákat kifejezetten a turnéhoz tervezték. A CD grafikája viszont teljesen eltérő volt, az albumborítóhoz használt képeket használták fel erre.  

## Előzmények
A "Put Your Hand Up (If You Feel Love) című dalt Finlay Dow-Smith, valamint Miriam és Olivia Nervo testvérpár írták.  Donw-Smit – művésznevén Starsmith – és Stuart Price koprodukciójában készült a dal. Amikor a dalról kérdezték Starsmith-et, azt mondta, hogy egy éjszaka alatt írta meg a dalt a Nervo testvérekkel. A nővérek később kijelentették, hogy nem igazán jutott senki az eszükbe a dal kapcsán, amikor megírták, azonban a dal írása közben olyan "Kylie-szerű" dallá érett. Az írás befejezése után a Starsmith és a Nervo ikrek felajánlották a Parlophone kiadónak a dalt, hogy az felkerüljön Minogue Aphrodite című albumára, melyet a kiadó jóvá is hagyott. 2010 február végén a szerzőket meghívták a stúdióülésre Minogue-val, és Price-al, melyről Starsmith az alábbiakat fogalmazta meg:

"... A közös munka csodálatos volt. Kylie ott volt, és készen állt arra, hogy elkészüljön az ének. Ő és Stuart akkoriban elég szilárdan dolgoztak. Stuart volt a producer az albumon, és ő felügyelte mit csinálok. Szóval, miután Kylie elénekelte a dalt, két napot költöttünk együtt a stúdióban, elemeztünk néhány részt a dalból, hogy megbizonyosodjunk arról, hogy valóban tökéletes lett a dal... Hatalmas nyomás volt rajtunk, amikor elkezdtük a felvételeket. Annyira idegesítő volt, hogy nem csak Kylie-val mentem, hanem a produkció szempontjából is ragaszkodtam Stuarthoz. De ez egy olyan hosszú nap volt, melyben nagyon sok mindent csináltunk. Nagyon emlékezetes nap volt."

Meriam Nervo is kommentálta a közös munkát: 

"...Kylie a legkedvesebb, legprofibb, és mégis megközelíthető művész és ember... Annyira hálás vagyok, hogy lehetőségünk volt vele együtt dolgozni, és felvételeket készíteni, mert ő a legjobb. Nagyon boldoggá tesz, és megtisztelő, hogy Ausztrál lehetek".

## Megjelenés
Minogue a Perth Now című újságnak adott nyilatkozatában 2011. márciusában az Aphrodite kislemezek miatti csalódottságáról beszélt: 

" Nagyon zavaró számomra, és kicsit csalódott is vagyok az Aphordite album kislemezei miatt. Megfogtak, mint sok előadót, és a lemezcégek kitalálták, hogyan lehet kislemezeket eladni manapság. Emlékszem, csináltam egy promóciós kislemezt az egyik kiadónak, azonban nagyon régimódinak éreztem magam, mert valami nem volt rendben, de erre senki sem figyelmeztetett".

A Better Than Today és a Get Outta My Way című dalok sikertelensége miatt Minogue bejelentette, hogy nem jelenik meg több kislemez az albumról.  Végül 2011. április 27-én az Astralwerks (Minogue Észak-Amerika lemezkiadója) megszegte a korábbi kijelentését, és bejelentette, hogy a "Put Your Hands Up (If You Feel Love) című dal megjelenik digitális formában. A kislemez eredetileg 2011. május 31-én jelent volna meg, azonban elhalasztották a megjelenést június 7-re. Minogue főkiadója a Parlophone ezután 2011. június 5-én tűzte ki két meghosszabbított változatok megjelenési dátumát. A digitális megjelenés grafikáját a kislemez megjelenésének napján mutatták be. Az arany testjelmezt, mint minden más Minogue jelmezt a híres Dolce & Gabbana híres olasz tervezői készítették. De látható még számos ruha és jelmez, valamint az énekes és a tervezők fotógalériái is.
A dalhoz készült remixet a PWL kiadó korábbi remixere Pete Hammond készítette. A dal remixe része annak a remixgyűjteménynek, amelyet Hammond 2008 óta készített ("Boyfriend)", hogy felidézze a PWL-nél elkészített munkáit. Amikor a The Village Voice-nak adott interjúban a remix készítéséről beszélt, elmondta, hogy a remixet amolyan viszonzásként készítette Minogue számára.

..."A PWL alkalmazottja Ian Usheer arra kérte a Parlophone egyik alkalmazottját, Elias Christidist, hogy készítsek egy Minogue/Hammond remixet, de semmi nem lett belőle. Küdtem egy e-mailt Christidisnek, melyben azt mondtam, hogy cserébe a "Boyfriend" remixért, mely annyi munkát adott nekem az elmúlt három évben, csinálok egy remixet csak úgy a semmiért. Körülbelül két hétbe telt míg elkészült a remix. Ezt követően elküldtem a remixet, és néhány hétig nem is hallottam róla semmit. Azt hittem, nem tetszik nekik. Majd végül Christidist jelentkezett, és mondta, hogy tetszik nekik a remix, és meg akarják mutatni Minogue-nak, aki éppen turnézott, majd sikerült neki lejátszani, és nagyon tetszett neki. Végül azt kérte, hogy szeretné ebből készíteni a dalhoz a klipet, és feltenni a weboldalára". – nyilatkozta Hammond

## Kritikák
A "Put Your Hands Up (If You Feel Love)" című dal többnyire pozitív kritikákat kapott. Jordan Richardson (Seattlepi) pozitívan nyilatkozott a dalról, és azt mondta, hogy a dal egy koncertsláger, melynek addiktív kórusa, és melegséget árasztó verssorai olyanok mint a vattacukor, melynek vidámságát lehetetlen kihagyni. A BBC Music szerint a dal különösen felkapott lett. Chuck Campbell azt mondta, hogy kitartanak az elektronikus tánc témánál, és ez a dal ennek a dús himnusza. A dalt azonban "félszívű próbálkozásnak" nevezték a tömeg lelkesítésére, és a kritikus azon tűnődött, hogy vajon a televízió előtt pizsamában ülve született-e a dal a Song of Praise-t nézve. Ez a dal azon szerzemények közé tartozik, amelyekben Kylie ragaszkodik ahhoz, hogy az összes vokális részt elénekelje. Egyfajta hátborzongató popdallam, mely a Charlie és a csokigyár remake-jének megsokszorozódó Oompa Loompas jelenete. A New Zealand Herald a dal címét kommentálta, hogy mennyit voltak hajlandóak fizetni a rajongók az élő műsorok megtekintéséért, azonban nem fizettek az album legális letöltéséért, vagy a fizikai formátumokért. Andrew Grear a GayNZ weboldaltól azt mondta: " A dal közhelynek és elcsépeltnek hangozna ha kevésbé alkalmas kezekben lenne, de Kylie ártatlan bájjal húzta le a dalról a dolgot".
A kislemez vezető verziója a Pete Hammond remix volt, amelyet általánosságban dicsértek a 80-as évek retro hangzásáért. Perez Hilton "epikus" volt, és dicsérte a legendás Hammond érzést, míg Ben Gilbert a Yahoo!-tól dicsérte a dalhoz való egyedi hozzáállást az "évtized popzenéjének gyakran figyelmen kívül hagyott féktelen vidámságával együtt".

## Kereskedelmi sikerek
A "Put Your Hands Up (If You Feel Love)" című dal általában nem volt fent a slágerlistákon egy hétnél tovább. Beleértve Ausztriát és az Egyesült Királyságot is. A 2011. június 19-i listahéten a dal az ARIA kislemezlista 50. helyén szerepelt. Annak ellenére, hogy az albumról az orszában a második legmagasabb slágerlistás dala volt, ez Minogue legalacsonyabb helyezése az 1998-as GBI: German Bold Italic című dal óta. A "Put Your Hands Up" felkerült az osztrák Ö3 Austria Top 75-ös listájára 2011. június 19-én a 38. helyre. Hasonlóképpen, mint a 2001-es Your Disco Needs You című dal is – a legrövidebb időszakot töltött ezen a listán. 2011. június 18-án a dal a 93. helyen debütált a brit kislemezlistán, majd a következő héten ki is esett onnan. Ez nemcsak Minogue legalacsonyabb belépése volt a brit listára a 2007-es "Santa Baby" óta, hanem a legalacsonyabb helyezés is, és a legrövidebb listás tartózkodást is jelenti.
A "Put Your Hands Up" eltérő sikereket hozott Belgiumban és az Egyesült Államokban. 2011. június 11-én felkerült a belga Ultraip Flanders lista 48. helyére, majd június 25-én tetőzött a 36. helyen. Egy héttel később lekerült a listáról. Amerikában a dal a "Hot Shot Debut" címkével szerepelt, és a Hot Dance Club Songs 41. helyére került a 2011. július 9-én. Két hónap után szeptember 3-án elérte az első helyezést. Ezzel Minogue dalainak száma nyolcra emelkedett ezen a slágerlistán az első helyezettek között. Beleértve az öt egymást követő kiadást. Ez azt jelenti, hogy az Aphrodite album kislemezei mindegyike az első helyen végzett ezen a listán. 

## Élő előadások
A "Put Your Hands Up (If You Feel Love)" című dalt utolsó dalként adta elő a ráadások előtt Minogue az Aphrodite világkörüli turné minden állomásán. A dal O2 Aréna helyszínén rögzített élő változata is megjelent a kislemez első digitális kiadásában. A dalhoz nincs hivatalos videoklip, bár a dal szövegét tartalmazó videót 2011. március 22-én töltötték fel Minogue weboldalára. A dal Pete Hammond remixét tartalmazza.

## Formátumok és számlista
Digitális Single
1. "Put Your Hands Up (If You Feel Love)" – 3:38
2. "Put Your Hands Up (If You Feel Love)" (Pete Hammond Remix) – 7:54
3. "Put Your Hands Up (If You Feel Love)" (Basto's Major Mayhem Edit) – 3:00
4. "Put Your Hands Up (If You Feel Love)" (Live from Aphrodite/Les Folies) – 3:49
5. "Silence" – 3:42

Ausztrál CD Single
1. "Put Your Hands Up (If You Feel Love)" – 3:39
2. "Put Your Hands Up (If You Feel Love)" (Pete Hammond Radio Edit) – 3:35
3. "Put Your Hands Up (If You Feel Love)" (Pete Hammond Remix) – 7:55
4. "Cupid Boy" (Live From London) – 5:34
5. "Cupid Boy" (Stereogamous Vocal Mix) – 7:00

## Remixek
| Pete Hammond Mixes - "Put Your Hands Up (If You Feel Love)" (Pete Hammond Remix) – 7:54 - "Put Your Hands Up (If You Feel Love)" (Pete Hammond Edit) – 4:37 Nervo Mixes - "Put Your Hands Up (If You Feel Love)" (Nervo Hands Up Club Mix) – 7:00 - "Put Your Hands Up (If You Feel Love)" (Nervo Hands Up Radio Edit) – 4:52 Bimbo Jones Mixes - "Put Your Hands Up (If You Feel Love)" (Bimbo Jones Remix) – 6:02 - "Put Your Hands Up (If You Feel Love)" (Bimbo Jones Radio Edit) – 3:23 | Basto Mixes - "Put Your Hands Up (If You Feel Love)" (Basto's Major Mayhem Mix) – 5:22 - "Put Your Hands Up (If You Feel Love)" (Basto's Major Mayhem Edit) – 3:00 - "Put Your Hands Up (If You Feel Love)" (Basto's Major Mayhem Dub) – 5:50 Muscles Mix - "Put Your Hands Up (If You Feel Love)" (Muscles Club Mix) – 5:08 Retromatik Mix - "Put Your Hands Up (If You Feel Love)" (Retromatik Remix) – 5:16 |

## Slágerlista
| Slágerlista (2011)                    | Legjobb helyezések |
| ------------------------------------- | ------------------ |
| Australia (ARIA)                      | 50                 |
| Austria (Ö3 Austria Top40)            | 38                 |
| Belgium (Ultratip Flanders)           | 36                 |
| CIS (TopHit)                          | 123                |
| Global Dance Tracks (Billboard)       | 31                 |
| Szlovákia (Rádio Top 100)             | 56                 |
| Egyesült Királyság (UK Singles Chart) | 93                 |
| US Hot Dance Club Songs (Billboard)   | 1                  |

| Slágerlista (2011)                  | Helyezés |
| ----------------------------------- | -------- |
| US Hot Dance Club Songs (Billboard) | 11       |

## Megjelenések
| Ország             | Dátum            | Formátum                                           | Label                  |
| ------------------ | ---------------- | -------------------------------------------------- | ---------------------- |
| Dánia              | 2011. május 29.  | Digital EP 1                                       | EMI                    |
| Franciaország      | 2011. május 29.  | Digital EP 1                                       | EMI                    |
| Németország        | 2011. május 29.  | Digital EP 1                                       | EMI                    |
| Írország           | 2011. május 29.  | Digital EP 1                                       | EMI                    |
| Japán              | 2011. május 29.  | Digital EP 1                                       | EMI                    |
| Mexikó             | 2011. május 29.  | Digital EP 1                                       | EMI                    |
| Egyesült Királyság | 2011. május 29.  | Digital EP 1                                       | Parlophone             |
| Dánia              | 2011. június 3.  | The Remixes digital EP                             | EMI                    |
| Franciaország      | 2011. június 3.  | The Remixes digital EP                             | EMI                    |
| Németország        | 2011. június 3.  | The Remixes digital EP                             | EMI                    |
| Írország           | 2011. június 3.  | The Remixes digital EP                             | EMI                    |
| Japán              | 2011. június 3.  | The Remixes digital EP                             | EMI                    |
| Mexikó             | 2011. június 3.  | The Remixes digital EP                             | EMI                    |
| Ausztria           | 2011. június 3.  | Digital EP 1, The Remixes digital EP               | EMI                    |
| Belgium            | 2011. június 3.  | Digital EP 1, The Remixes digital EP               | EMI                    |
| Finnország         | 2011. június 3.  | Digital EP 1, The Remixes digital EP               | EMI                    |
| Olaszország        | 2011. június 3.  | Digital EP 1, The Remixes digital EP               | EMI                    |
| Hollandia          | 2011. június 3.  | Digital EP 1, The Remixes digital EP               | EMI                    |
| Svájc              | 2011. június 3.  | Digital EP 1, The Remixes digital EP               | EMI                    |
| Új-Zéland          | 2011. június 3.  | Digital EP 1, Digital EP 2, The Remixes digital EP | Warner Music Australia |
| Ausztrália         | 2011. június 3.  | Digital EP 1, Digital EP 2, The Remixes digital EP | Warner Music Australia |
| Egyesült Királyság | 2011. június 5.  | The Remixes digital EP                             | Parlophone             |
| Kanada             | 2011. június 7.  | Digital EP 1, The Remixes digital EP               | Astralwerks            |
| Spanyolország      | 2011. június 7.  | Digital EP 1, The Remixes digital EP               | EMI                    |
| Egyesült Államok   | 2011. június 7.  | Digital EP 1, The Remixes digital EP               | Astralwerks            |
| Ausztrália         | 2011. június 7.  | CD single                                          | Warner Music Australia |
| Olaszország        | 2011. június 10. | Contemporary hit radio                             | Warner Music           |